# Marquesat de la Hermida
El Marquesat de la Hermida és un títol nobiliari espanyol creat el 3 d'abril de 1796 pel rei Carles IV a favor de Francisco Guerra de la Vega y Cobo.
Fou rehabilitat en 1896 per Nicolás Santa Olalla y Rojas, que es convertí en el setè marquès de la Hermida.

## Marquesos de la Hermida
|                               | Titular                                      | Peróode               |
| Creació per Carles IV         | Creació per Carles IV                        | Creació per Carles IV |
| ----------------------------- | -------------------------------------------- | --------------------- |
| I                             | Francisco Guerra de la Vega y Cobo           | 1796-                 |
| .                             | .                                            |                       |
| Rehabilitació per Alfons XIII |                                              |                       |
| VI                            | Nicolás Santa Olalla y Rojas                 | 1896-1961             |
| VII                           | Ignacio Herrero de Collantes                 | 1961-1964             |
| VIII                          | Ignacio Herrero y Garralda                   | 1964-1967             |
| IX                            | Francisco de Asís de Santa Olalla y Montañés | 1968-actual titular   |

## Història dels Marquesos de la Hermida
- Francisco Guerra de la Vega y Cobo, I marquès de la Hermida.

Rehabilitat en 1896 per:
- Nicolás Santa Olalla y Rojas (n. en 1849), VI marquès de la Hermida.

1. Casat amb Ana María Moreno y Pérez Vargas. En 1946 el succeí:

- Ignacio Herrero de Collantes (1886-1965), VII marquès de la Hermida.

1. Casó con María Teresa Garralda y Calderón, IV marquesa d'Aledo. El succeí el seu fill:

- Ignacio Herrero y Garralda (1913-1999), VIII marqès de la Hermida, V marquès d'Aledo, ( marquès de la Hermida des de 1964 a 1967 en que se li revocà la carta de successió, atorgant el títol a Francisco de Asís Santa-Olalla y Montañés).

- Francisco de Asís de Santa Olalla y Montañés (n. en 1925), IX marquès de la Hermida (des de 1968 per aplicació de sentència judicial).

1. Casat amb María de las Angustias Fernández-Fígarez y Jiménez Lopera.